# Kyojin no Hoshi
Kyojin no Hoshi (jap.: 巨人の星) ist ein japanischer Sport-Manga, geschrieben von Ikki  Kajiwara und illustriert von Noboru Kawasaki. Seit 1968 entstanden mehrere Adaptionen als Anime. Die Serie erzählt mit fiktiven Figuren über das damals populäre Baseballteam Yomiuri Giants und war der erste Sport-Anime im japanischen Fernsehen.

## Handlung
Die Geschichte handelt von Hyūma Hoshi, einem vielversprechenden jungen Baseballspieler, der davon träumt, ein Topstar wie sein Vater Ittetsu Hoshi in der professionellen japanischen Liga zu werden. Ittetsu war einst ein Third Baseman, bis er im Zweiten Weltkrieg verletzt wurde und gezwungen war, sich zurückzuziehen. Jetzt ist er ein verarmter und verbitterter Witwer. Er hat Hyūma und seine ältere Schwester Akiko in einer schwierigen Umgebung großgezogen. Der Junge tritt den beliebten Yomiuri Giants bei und erkennt bald, wie schwierig es ist, die hohen Erwartungen zu erfüllen. Vom anstrengenden Training bis zum Kampf gegen den Rivalen Mitsuru Hanagata von den Hanshin Tigers muss Hyūma all seine Fähigkeiten einsetzen, um sich der Herausforderung zu stellen. Dabei wird er von seinem Vater und seinen Freunden unterstützt, die ihn ungewöhnlichen und manchmal grausamen Trainingsmethoden aussetzen.

## Veröffentlichung
Die Vorlage beziehungsweise den Rahmen der Geschichte bildet das damals populäre Baseballteam Yomiuri Giants. Der Sport war damals in Japan besonders beliebt und den Giants gelang es, neun Mal in Folge die Meisterschaft zu gewinnen. In Folge beschäftigen sich auch Mangaserien mit Baseball und dem Team. Der Manga erschien von 1966 bis 1971 im Shōnen Magazine von Kodansha. Der Verlag brachte die Kapitel auch gesammelt in 19 Bänden heraus. Bei Tong Li Publishing erschien eine chinesische Übersetzung.
Eine von Yoshiyuki Murakami geschaffene Neuinterpretation der Geschichte erschien als Shinyaku [Kyojin no Hoshi] Hanagata ab 2006, ebenfalls im Shōnen Magazine. Kodansha brachte diese Serie auch gesammelt in 22 Bänden heraus und Tong Li Publishing veröffentlichte eine chinesische Fassung.

## Anime-Adaptionen
Zum Manga entstand eine Reihe von Anime-Adaptionen für das japanische Fernsehen, alle beim Studio Tokyo Movie Shinsha. Sie entstanden im Auftrag von Yomiuri TV, das zum gleichen Konzern gehörte wie die in der Geschichte behandelte Baseball-Mannschaft. Als Sponsor war außerdem Ōtsuka Chemicals dabei, der mit dem Anime seinen Energydrink Oronamin C bewarb. Die erste Serie wurde ab 1968 unter der Regie von Tadao Nagahama und Yoshio Kabashima produziert. Die Drehbücher schrieben Tadaaki Yamazaki, Mamoru Sasaki, Masaki Tsuji, Ryohei Suzuki, Sumiko Hayashi, Tsunehisa Ito, Toru Sawaki, Yoshiaki Yoshida und Seiji Matsuoka. Das Charakterdesign stammt von Shingo Araki und die künstlerische Leitung lag bei Isamu Kageyama und Reiji Koyama. Produzent war Hisashichi Sano und für die Kameraführung war Tatsumasa Shimizu verantwortlich. Die Serie mit 182 je 25 Minuten langen Folgen wurden von Yomiuri TV in Japan ausgestrahlt, mit Start am 30. März 1968 und der letzten Folge am 18. September 1971. Mehrere Sender zeigten den Anime im italienischen Fernsehen.
Während der Ausstrahlung der ersten Serie wurde auch ein 30-minütiges Fernseh-Special produziert, in dem die Mannschaft auf Astro Boy trifft. Dieses erhielt auch als einziger der Anime-Adaptionen eine englische Synchronfassung.
Eine zweite Anime-Serie folgte 1977 als Shin Kyojin no Hoshi, nun unter der Regie von Tetsuro Imazawa, Tetsu Dezaki, Minoru Okazaki und Akinori Nagaoka. Die Drehbücher schrieben Toshiaki Imaizumi als Hauptautor sowie Noboru Shiroyama und Yoshihisa Araki. Die künstlerische Leitung lag bei Shichirō Kobayashi und das Charakterdesign entwarf Shingo Araki. Erneut war Tatsumasa Shimizu für die Kamera verantwortlich und Hisashichi Sano Produzent, nun zusammen mit Nobuo Inada. Die je 25 Minuten langen 52 Folgen wurden vom 1. Oktober 1977 bis zum 30. September 1978 von Yomiuri TV gezeigt und später wie die Vorgängerserie auch in Italien ausgestrahlt.
Eine dritte Fernsehserie entstand 1979 und ist erneut eine Regiearbeit von Tetsuro Imazawa. Sie wich inhaltlich deutlich von der Vorlage ab und führte neue Figuren ein, andere wie Hyūmas Freundin wurden weggelassen. Die Drehbuchautoren waren Noboru Shiroyama, Yoshihisa Araki und Yutaka Kaneko, während für das Charakterdesign wieder Shingo Araki verantwortlich war. Die künstlerische Leitung lag bei Shichirō Kobayashi und Takafumi Arai war für die Kameraführung verantwortlich. Die Produzenten waren Motoo Fukuo und Shigeru Akagawa. Yomiuri TV zeigte die 23 Folgen mit je 25 Minuten Laufzeit vom 14. April bis 29. September 1979. Auch diese Serie wurde mehrfach im italienischen Fernsehen gezeigt.
2002 erschien eine 13-teilige Serie, die die Geschichte neu erzählt und dabei auf Filmmaterial der alten Fernsehserie sowie einiges neuproduzierte Material zurückgreift. Der Anime mit dem Titel Hanagata erzählt aus der Perspektive einer Nebenfigur der ursprünglichen Serie.

### Synchronisation
| Rolle              | japanischer Sprecher (Seiyū)                  |
| ------------------ | --------------------------------------------- |
| Hyūma Hoshi        | Tōru Furuya                                   |
| Tetsuhara Kawakami | Tadashi Nakamura                              |
| Akagawa            | Kaneta Kimotsuki                              |
| Amano              | Hajime Akashi                                 |
| Samon Hosaku       | Shingo Kanemoto                               |
| Bill Thunder       | Kenji Utsumi                                  |
| Coach Nagashima    | Michiro Ikemizu                               |
| Koichi Tabuchi     | Akio Nojima                                   |
| Tatsuro Hirooka    | Daisaku Shinohara                             |
| Sadaharu Oh        | Kan Tokumaru                                  |
| Shinigami Gossmann | Kiyoshi Kobayashi                             |
| Ittetsu Hoshi      | Seizo Kato                                    |
| Akiko Hoshi        | Fuyumi Shirashi                               |
| Chuta Ban          | Joji Yanami                                   |
| Mitsuro Hanagata   | Makio Inoue                                   |
| Kyoko              | Reiko Muto Mami Koyama (Shin Kyojin no Hoshi) |
| Mina Hadaka        | Yoshihiko Matsuo                              |

### Musik
Die Musik der drei Serien wurde komponiert von Takeo Watanabe. Das Vorspannlied der ersten Serie ist Yuke Yuke Hyūma (ゆけゆけ飛雄馬) von Ensemble Bokka, das zeitweise auch für den Abspann verwendet wurde. Das Abspannlied ist Kūruna Koi (クールな恋) von Aurora Sannin Musume. Die dritte Serie verwendete dann Kokoro ni Ase wo (心に汗を) von Ichirō Mizuki für den Vorspann. Der Abspann wurde unterlegt mit Ike Ike Hyūma (行け行け飛雄馬) von Isao Sasaki & Koorogi'73.

## Filme
Zu Kyojin no Hoshi erschien auch eine Reihe von Filmen, bei denen es sich fast ausschließlich um Zusammenschnitte der Fernsehserie handelt. Da zur Zeit der ersten Serie viele Japaner nur Schwarzweiß-Fernseher besaßen, waren die Kinofilme für sie eine seltene Gelegenheit, den Anime in Farbe zu sehen. Diese vier Filme aus Zusammenschnitten sind:
- 1969: Kyojin no Hoshi: Chizome no Kesshōsen (巨人の星 血ぞめの決勝戦, 90 min)
- 1969: Kyojin no Hoshi: Ike Ike Hyūma (巨人の星 行け行け飛雄馬, 70 min)
- 1970: Kyojin no Hoshi: Dai League Ball (巨人の星 大リーグボール, 70 min)

- 1970: Kyojin no Hoshi: Shukumei no Taiketsu (巨人の星 宿命の対決, 60 min)

Am 21. August 1982 kam außerdem ein weiterer Film zur Serie in die japanischen Kinos, ebenfalls betitelt Kyojin no Hoshi. Er wurde nicht aus den Fernsehserien zusammengeschnitten und entstand unter der Regie von Satoshi Dezaki und Tadao Nagahama.

## Rezeption und Analyse
Der Manga erfreute sich zu seiner Zeit großer Beliebtheit in Japan und ist womöglich der bekannteste Baseball-Manga. Er begründete ein im Sport-Manga verbreitetes Sujet, in dem der junge, ambitionierte Sportler auf seinem Weg nicht nur Hindernisse überwinden muss, sondern auch allerlei teils grausame Trainingsmethoden ertragen und überstehen, ohne auf seine Gesundheit Rücksicht zu nehmen oder sogar sein Leben zu gefährden. Wesentliche Merkmale der Serie und Gründe des Erfolgs seien, so Frederik Schodt, der Realismus in der Darstellung des Sports inklusive Auftritten echter Sportler, die intensive Beziehung zwischen Vater und Sohn mit Grausamkeit und Loyalität, sowie die Glorifizierung von Hyūmas Ernsthaftigkeit, Ausdauer und Tapferkeit.
Der erste Anime erreichte in Japan regelmäßig eine Einschaltquote von 30 %, in der Spitze 36,9 %. Die erste Serie war in Japan beliebt, obwohl – so die Anime Encyclopedia – die gezeigten Anstrengungen eher banal sind. Nur die Trainingstechniken, oft von Kampfkünsten entlehnt, seien einfallsreich bis weit hergeholt. Die Trainingsmethoden seien auch ein Element, das außerhalb Japans schwer zu vermitteln sei und daher zur geringen internationalen Verbreitung der Serie beigetragen habe. Die zweite und dritte Verfilmung seien dagegen weniger erfolgreich gewesen. Als erste Animeserie, in der ein Sport im Zentrum der Geschichte steht, hatte Kyojin no Hoshi großen Einfluss auf nachfolgende Werke. Nicht nur folgten weitere Sport-Anime, sondern mit der Serie die thematische Vielfalt von Manga, über Science-Fiction und Abenteuer hinaus, zog auch im Anime ein. Damit wurde die Zielgruppe des Mediums über die bis dahin vor allem bedachten Kinder erheblich erweitert beziehungsweise diese erweiterte Sicht auf die Zielgruppe durch die Produzenten zeigte sich erstmals in diesem Anime. So wurde er von einigen mit Bezug auf das an Erwachsene gerichtete Manga-Genre als „erster Gekiga-Anime“ bezeichnet. Viele Zuschauer, so zeitgenössische Bewertungen, hätten im Kampf Hyūmas ein Abbild ihres eigenen schweren Lebens und das Japans in der Zeit nach dem Krieg gesehen. Von Beobachtern wie Hayao Miyazaki wurde das als Überinterpretation des Werks zurückgewiesen. Einige Forscher, so fasst es Jonathan Clements zusammen, relativieren die Leistungen der Serie, da bereits einige Produktionen zuvor sich an erwachsenes Publikum wendeten. Dennoch könnte man schlussfolgern, dass mit Kyojin no Hoshi Erwachsene erstmal in großer Zahl als Zielgruppe angesprochen werden konnten. Dazu zählt eine zweischichtige Erzählung mit einer dramatischen Geschichte für dem Geschehen folgende Zuschauer (meist Kinder) und das Baseballspiel, dem man leicht auch nur mit wenig Aufmerksamkeit folgen kann, wie es viele Erwachsene abends nur entbehren können. Obwohl sich die Serie nicht zu sehr von vorherigen Serien für Kinder unterschied, kamen doch einige für die breitere Zielgruppe entscheidende, zuvor schon erprobte inhaltliche und formale Änderungen zusammen. Neben seinem inhaltlichen Beitrag hatte der Anime weitere Wirkungen für das Medium: Er führte mit seinen Verbindungen im Geschäft des Yomiuri-Konzerns erstmals erfolgreich vertikale Einbindung eines Animes in eine Vertriebsstrategie vor. Und er führte in seiner Inszenierung des Sports neue, hyperrealistische Ausdrucksformen ein, die von anderen Sportserien und Animes außerhalb des Genres übernommen wurden. Es wurde erstmals Xerografie in großem Maße eingesetzt, um Zeichnungen direkt auf Cels zu drucken, zu vervielfältigen, vergrößern oder zu verkleinern. So konnte sowohl Zeit und Aufwand gespart werden und zugleich ansprechendere Bilder in einem raueren oder realistischeren Stil produziert werden. In dynamischen Szenen wurden die Körper übertrieben gedehnt oder gestaucht, um die Bewegung besser zur Geltung zu bringen. Dazu kommt der Einsatz wechselnder Geschwindigkeit der Erzählzeit, um einzelne Bewegungen in Langsamkeit zu betonen und anderen schnell ablaufen zu lassen, sowie der Einsatz von unwirklichen Farben zur Hervorhebung dieser Szenen, Techniken und der Zustände und Wahrnehmung der Protagonisten. Solcherlei führte jedoch auch zu berüchtigten Folgen: in einer davon benötigt der Ball für seinen Weg vom Pitcher zurück zur Plate eine ganze Folge lang, in der das Geschehen durch Darstellung aus vielen Perspektiven und dem inneren Monologen in die Länge gezogen wird. Dies rührte auch daher, dass oft nur wenig Ausgangsinhalt aus der Manga-Vorlage für eine Folge zur Verfügung stand und die Geschichte entsprechend aufgefüllt werden sollte. Der an den Storyboards vieler Folgen beteiligte Yoshiyuki Tomino schrieb später ein oft verwendetes Lehrbuch, in dem er viele dieser Techniken an die nachfolgende Generation der Branche weitergab.